# Tol
Pour les articles homonymes, voir Tol (homonymie).
Tol est une île et municipalité des États fédérés de Micronésie. Située dans les îles Carolines, elle appartient au district de Faichuk, dans le lagon de Truk, État de Chuuk.
Elle compte 4 579 habitants en 2010.